# Свети Илия (Дивля)
Вижте пояснителната страница за други значения на Свети Илия.
Църква „Свети Илия“ е православен храм в село Дивля, община Земен, област Перник.
Църквата се намира в горния, северозападен край на селото. Храмът е изграден е през 1865 година от братята Велчо и Нико от село Враня стена, както свидетелства каменна плоча вградена вляво над входа. Те украсяват западната и южната врата на църквата с изящни каменни релефи, изобразяващи двуглави орли, кръстове и стилизирани цветя.
През 1996 година е построена нова камбанария към църквата и е извършен ремонт. През 2015 година по повод 150-годишнината от издигането на църквата, покривът и интериорът са реновирани.
Храмовият празник е на Илинден, 2 август.

## Галерия
- Каменният релеф над южната врата
- Надписът вляво на западната стена
- Надписът вдясно на западната стена
- Югоизточният ъгъл на църквата
- Камбанарията
- Съвременният надпис от 1996 г.
- Съвременният надпис от 2015 г.